# Red Bull RB17
El Red Bull RB17 es un automóvil superdeportivo de producción limitada para uso exclusivamente en pista, producido por Red Bull Racing tentativamente a partir de 2025.

## Desarrollo
Es un proyecto que se anunció públicamente por primera vez en junio de 2022, aunque fue presentado oficialmente el 12 de julio de 2024 por Red Bull Advanced Technologies en el Festival de la Velocidad del circuito de Goodwood. el cual ha sido diseñado por Adrian Newey, El coche expuesto inicialmente no era el modelo final, sino un concepto con un par de años de desarrollo. Sus datos técnicos definitivos eran parecidos al Aston Martin Valkyrie, mismo que también fue diseñado por Newey. Estará a la venta para clientes de la compañía, pero con capacidades similares a los monoplazas usados en la Fórmula 1.
Se trata de una edición limitada a solamente 50 unidades, unas 15 por año a partir de 2025, donde cada unidad sería fabricada a la medida, según las preferencias de los propios clientes, quienes podrán especificar los detalles del interior y exterior, desde el color de la pintura hasta los materiales del habitáculo con opciones casi ilimitadas. Además, se ofrecerá la oportunidad de pilotarlo en algunos circuitos de la Fórmula 1, acceso a simuladores y un programa de entrenamiento, incluyendo una garantía de dos años o 4000 km (2500 millas).
Su nombre parecería ser de un coche de Fórmula 1, aunque en realidad nunca llegó a tener participación en pista, ya que en 2021 y tras la pandemia de COVID-19, se decidió denominar al coche RB16B, que fue justamente el que Max Verstappen pilotó para ganarle a Lewis Hamilton en la última vuelta de la última carrera de la temporada durante el Gran Premio de Abu Dabi de 2021. Así, debió haber sido llamado RB17, que es el que justamente utiliza esa nomenclatura perdida. También se afirma que el coche puede ejercer más de 1700 kg (3748 libras) de carga aerodinámica y contará con el estándar de seguridad acorde a las reglas de la Le Mans Hypercar, por si llega a competir en el Campeonato Mundial de Resistencia de la FIA.

## Mecánica y motorización
Inicialmente se tenía planeado utilizar un sistema híbrido eléctrico con un motor V8 como base para generar más de 1100 CV (1085 HP; 809 kW), aunque posteriormente se optó por un motor V10 naturalmente aspirado de 4,5 L (275 pulgadas cúbicas), que desarrolla 1000 CV (986 HP; 736 kW) en paralelo con un eléctrico, para un total combinado de 1200 CV (1184 HP; 883 kW). El motor de gasolina está desarrollado por Cosworth, al igual que el del Aston Martin Valkyrie o el Gordon Murray T.50, el cual pesa menos de 150 kg (331 libras) y con un régimen de 15 000 rpm. La potencia se transmite únicamente a las ruedas traseras mediante una transmisión secuencial de seis velocidades fabricada en fibra de carbono, la cual ha sido desarrollada por el propio fabricante. Con todo esto, es capaz de alcanzar una velocidad máxima superior a 350 km/h (217 mph), con una tracción en frenada de unos 5 G.
La suspensión en ambos ejes es de tipo pushrod, una necesidad técnica para no aumentar la altura del coche que, al mismo tiempo es de tipo activa, lo que le permite al piloto ajustar la altura, balanceo y amortiguadores. Los frenos de disco son carbono-cerámicos.
Se ofrecerían cuatro tipos de neumáticos: uno para mojado y tres para seco. De estos tres, el más sencillo podría proporcionar una experiencia más cercana a la de un coche de calle y se podrá usar también si llueve; mientras que los otros dos son slicks, uno de ellos Michelin Confidential, que requerirá ser utilizado en su rango de temperatura de funcionamiento, por lo que será más exigente que el otro, proporcionando así una mayor adherencia.
El equipamiento de serie será muy básico y prescindirá, si así lo solicita el cliente, de aire acondicionado o que el parabrisas no es de vidrio, sino de un material acrílico o plástico. También estaría incluido un año de soporte técnico en circuito para la puesta a punto.